# Osvaldo Bayer

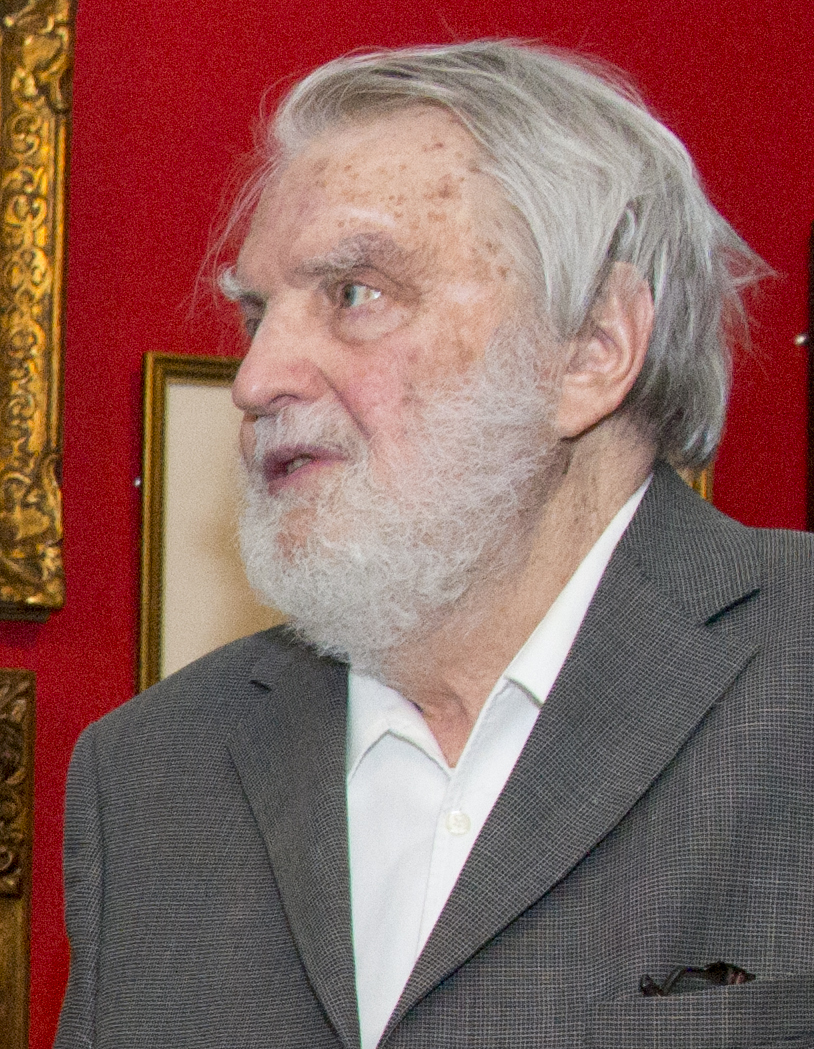
Bayer en abril de 2014 en la inauguración de la muestra “Rep: atlas de las bellas artes” en el Museo Nacional de Bellas Artes.

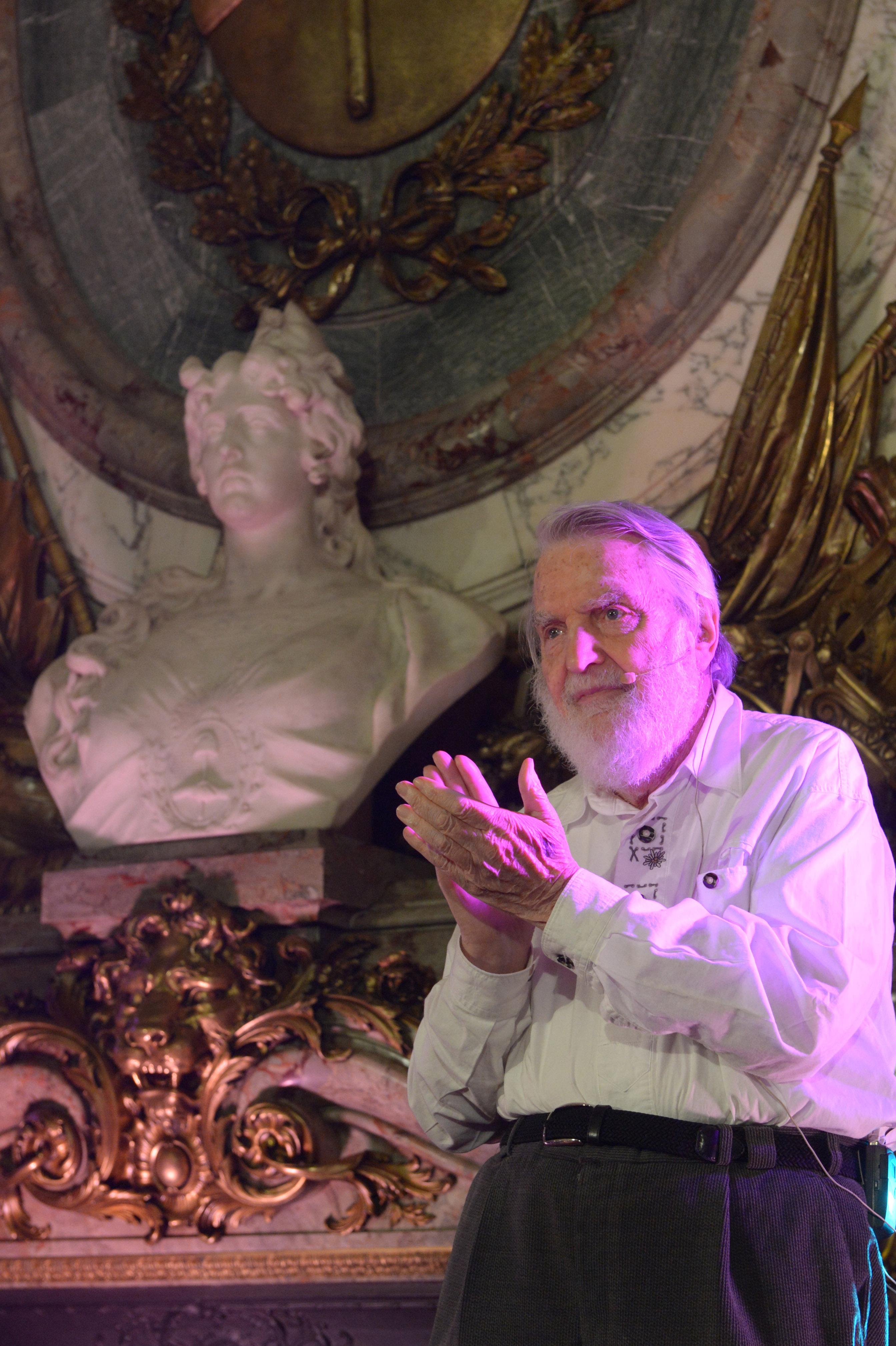
Osvaldo Bayer en julio de 2013 en la Casa Rosada presentando el espectáculo "Tratado de Pax" con textos suyos.

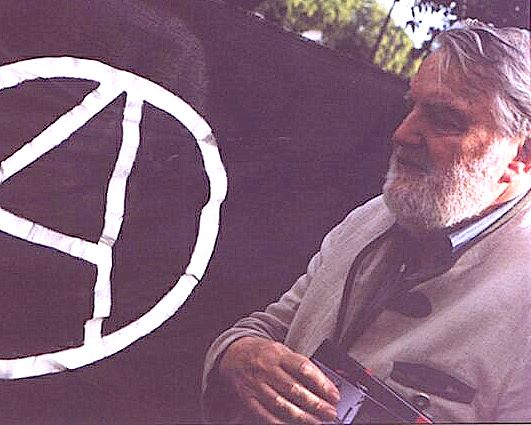
Osvaldo Bayer junto a una bandera anarquista en 2003.

Osvaldo Jorge Bayer (Santa Fe, 18 de febrero de 1927-Buenos Aires, 24 de diciembre de 2018) fue un historiador, escritor, periodista, intelectual, profesor, sindicalista y militante político anarquista argentino. Vivió en Buenos Aires y tuvo domicilio en Berlín, donde se exilió antes de la última dictadura de Argentina (1976-1983).

## Biografía
Bayer se autodenominaba «un anarquista y pacifista a ultranza». Nació en Santa Fe, ciudad capital de la provincia homónima en Argentina, creció en Bernal y en el barrio Belgrano de la ciudad capital de Buenos Aires. Sus padres vivieron en el pueblo patagónico de Río Gallegos, una experiencia que luego se convertiría en la inspiración de su Patagonia rebelde, una reconstrucción histórica de la masacre de trabajadores rurales en huelga del mismo nombre. Solía contar que al hacer el servicio militar obligatorio se negó a la instrucción, por lo que fue destinado a barrer y encerar pisos de los despachos de los oficiales durante dieciocho meses.
De 1952 a 1956 estudió Historia en la Universidad de Hamburgo, y de regreso a la Argentina se dedicó a la historia, al periodismo, al sindicalismo, al gremialismo, a la investigación de la historia de la Argentina, a la escritura, a la literatura y a escribir guiones cinematográficos. Trabajó en los diarios Noticias Gráficas, en el Esquel, de la ciudad homónima de la Patagonia, y en Clarín, donde fue secretario de Redacción. 
En 1958, fundó La Chispa, al que denominó "el primer periódico independiente de la Patagonia". Un año después, fue acusado de difundir información estratégica en un punto fronterizo, y fue obligado por la Gendarmería, a punta de pistola, a abandonar Esquel. Luego, de 1959 a 1962, fue secretario general del Sindicato de Prensa. 
Durante la tercera presidencia de Juan Domingo Perón y durante la de María Estela Martínez de Perón, Bayer fue censurado, amenazado y perseguido por la Triple A, debido a sus obras, sobre todo por su libro Los vengadores de la Patagonia trágica. Esto motivó su exilio en Berlín Oeste desde 1975, y hasta la caída de la posterior dictadura militar en 1983.
Pasó a escribir en el diario Página 12, fundado en 1987.

## Escritor
Entre sus libros, obras, trabajos y ensayos más importantes y relevantes están Los vengadores de la Patagonia trágica, Los anarquistas expropiadores y otros ensayos, Fútbol argentino (un guion homónimo del historiador luego editado en libro), Rebeldía y esperanza, Severino Di Giovanni, el idealista de la violencia y la novela Rainer y Minou.

## En cine
Fue autor y uno de los guionistas de La Patagonia rebelde, film basado en el ya citado Los vengadores de la Patagonia trágica, el cual fue dirigido por Héctor Olivera y ganó el Oso de Plata en la Berlinale de 1974. En 2000, apareció en el filme Ángel, la diva y yo.
En 2008, escribió el guion y libro cinematográfico del filme Awka Liwen junto a Mariano Aiello y Kristina Hille. El largometraje es la historia de la pugna por la distribución de la riqueza en Argentina, a partir del despojo de las tierras y el ganado cimarrón a los pueblos originarios. Para ello se desarrolló una cultura de racismo que aún perdura en el siglo XXI. El film fue declarado de Interés nacional por la Presidencia de la Nación. El preestreno se realizó en noviembre de 2009 en la Biblioteca Nacional de Buenos Aires. Se estrenó en el tradicional cine Gaumont de la Ciudad Autónoma de Buenos Aires, al que acudieron 3000 personas (dos cuadras de fila); obtuvo muy buenas críticas en medios argentinos y del exterior. El documental obtuvo el 1º premio en la categoría oficial argentina en el 1.º Festival Internacional de Cine Político (FICIP), el 1.º Premio en la Categoría Documental Internacional en el 6.º Festival de Video de Imperia (Italia), patrocinado por la Unesco, y fue seleccionado en otros muchos festivales. 
Los nietos del ministro de economía de la dictadura de la desaparición de personas, José A. y Alejandro Martínez de Hoz, iniciaron un juicio contra él, Felipe Pigna y Mariano Aiello por dicho film, lo cual motivó la realización del documental Martínez de Hoz.
Filmografía: https://www.filmaffinity.com/es/name-movies.php?name-id=688178172&role-cat=none&orderby=date-desc&v=list&p=1

### Apoyo a los pueblos originarios
Estuvo comprometido en la lucha por las reivindicaciones de los pueblos originarios y el desenmascaramiento de figuras históricas que consideraba genocidas. En 1963, en la biblioteca popular de Rauch, sugirió que se impulsara un plebiscito para cambiar el nombre de Federico Rauch por el de Arbolito, apodo del ranquel Nicasio Maciel, quien diera muerte al coronel prusiano.
La propuesta no tuvo aceptación, y al volver a Buenos Aires, valiéndose del estado de sitio declarado en ese momento, fue arrestado por el general Juan Enrique Rauch, ministro del Interior de la dictadura, y bisnieto de Federico Rauch. Por esto lo enviaron a la cárcel de mujeres de la calle Riobamba por 62 días.
Ha reclamado con el grupo indigenista "Rebelde amanecer" el traslado del monumento al general Julio Argentino Roca, en el centro de Buenos Aires, en Avenida Presidente Julio Argentino Roca y Perú, petición que fue aprobada, mas no fue convertida en ley por la Legislatura porteña. En su lugar, Bayer pretendía que se levantase un monumento a la mujer originaria, proyecto para el cual se recibieron llaves en la sede de la Universidad Popular Madres de Plaza de Mayo.
En 2007, el Honorable Concejo Deliberante de Rojas, renombró "Pueblos Originarios" a la ex-calle Julio Argentino Roca, a raíz del reclamo de alumnos de las escuelas locales que se basaron en sus investigaciones, en sus estudios y en su prédica. Existen muchos proyectos similares de cambio de nombre de calles Roca en otras ciudades y pueblos.
En 2008, escribió el guion y libro cinematográfico del filme Awka Liwen (ver subtítulo En cine).

## Reconocimientos
En 1984, se le otorgó el Premio Konex - Diploma al Mérito en la disciplina Testimonial referidas a las Letras de Argentina, otorgado por la Fundación Konex.
El 20 de abril de 2003, la Universidad Nacional del Centro de la Provincia de Buenos Aires le otorgó el grado de Doctor honoris causa por su trayectoria en el campo de los derechos humanos, la literatura y el periodismo. Parte del discurso de aceptación del premio fue el siguiente:

Hace 27 años empezaba esta dictadura que hizo desaparecer a tantos queridos amigos y que a uno lo obligó a irse del país. Yo no voy a perdonar nunca a la dictadura por tener que irme por escribir La Patagonia rebelde. Con un cambio absoluto y total también para mis hijos y mi mujer. Pero esto no es nada comparado con aquellos que perdieron la vida o sus hijos. Ninguna persona con un mínimo de sentimiento humanitario puede soportar una cosa así (...). Recibir este premio que uno nunca soñó. Cuando yo tuve que irme, el brigadier de aviación que estaba en Ezeiza me dijo: "Usted jamás va a volver a pisar tierra de la Patria." Y hoy no sólo piso tierra de la Patria, sino que me dan un premio.
Osvaldo Bayer

En 2007, fue distinguido en la Feria del Libro de Buenos Aires.
Recibió títuloss de doctor honoris causa por las universidades nacionales de Córdoba (2009), de Quilmes (2009), de San Luis (2006), del Sur (2007), del Comahue (1999), y de San Juan (2011).
El 7 de julio de 2004 fue declarado Huésped de Honor por la Universidad Nacional del Litoral, en cuya conferencia de prensa declaró:

Me da un poco de vergüenza decir que mi primer libro fue prohibido por Lastiri. Si hubiese sido prohibido por otro presidente de más categoría, uno se pondría más contento. Al segundo libro lo prohibió Isabel Perón, y ya a los demás los quemaron los militares. Quemar libros es como abusar de los niños: es una cobardía, porque no se pueden defender.

En 2006 fue declarado Ciudadano Ilustre de la ciudad de Santa Fe, su ciudad natal y donde pasó parte de su infancia. Fue reconocido Ciudadano Ilustre por la Municipalidad de Godoy Cruz (2010).
Sólo quince días después de que fuera declarado Ciudadano Ilustre de Buenos Aires por la administración de Aníbal Ibarra, fue declarado Persona non grata por el Senado de la Nación Argentina, bajo una iniciativa de Eduardo Menem, "por haber presentado un proyecto, como ciudadano, de unir las dos Patagonias, la argentina y la chilena, como primer paso para el Mercado Común Latinoamericano". De esto, el Senado se retractó en 2008. Por iniciativa de Daniel Filmus, el Senado declaró su reconocimiento como luchador por los derechos humanos.
En 2008, recibió el Gran Premio de Honor de la SADE.
El 20 de noviembre, en la ciudad de San Miguel de Tucumán, militantes de la Juventud Justicialista libertaria inauguraron la Biblioteca Popular Osvaldo Bayer en Villa Luján, barrio popular de la capital.
El 26 de noviembre de 2011, se inauguró la Biblioteca Popular Osvaldo Bayer en la ciudad de Santa Fe.

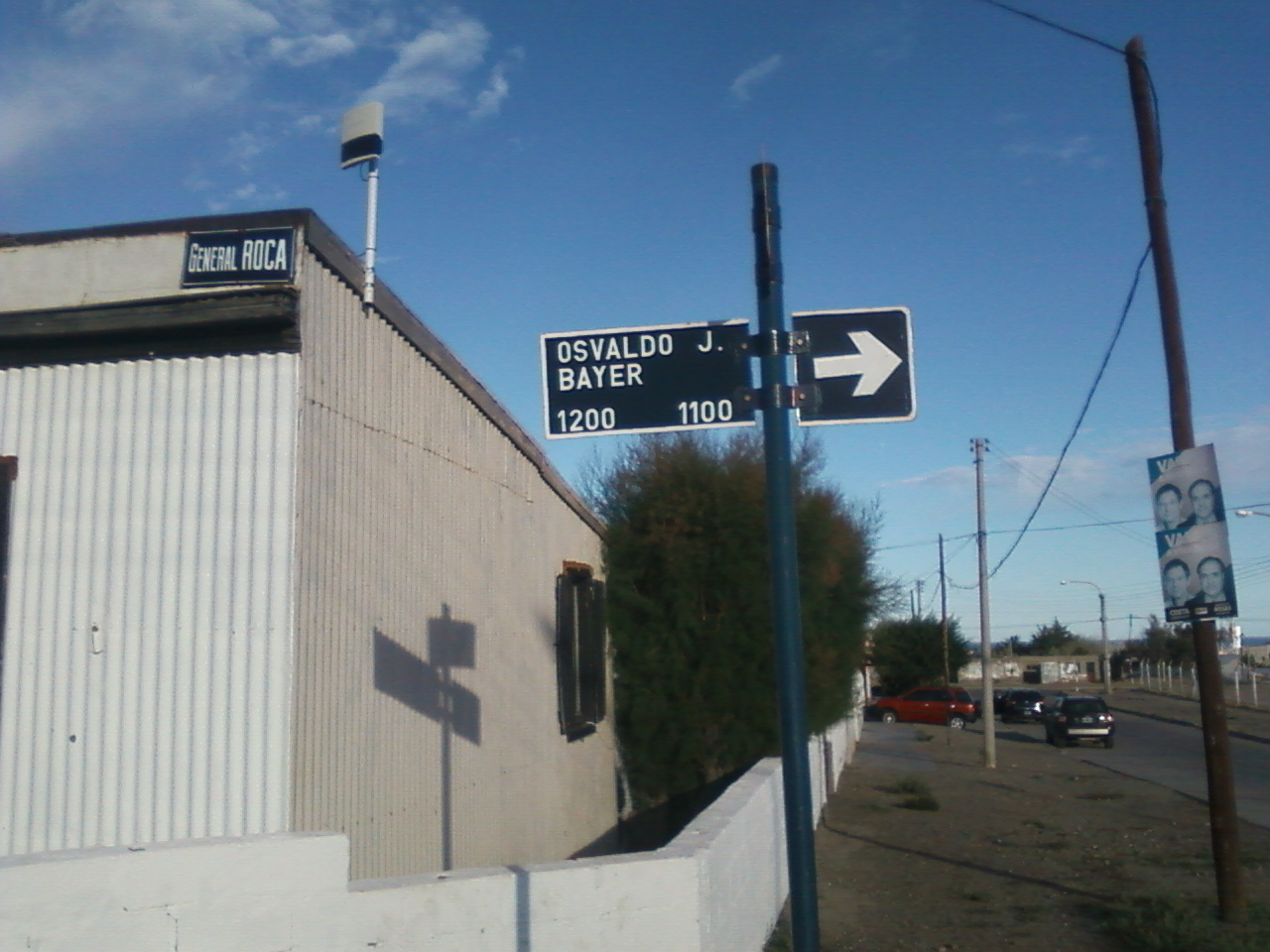
Vista de la calle Osvaldo Bayer en Puerto Deseado, al fondo se observa el antiguo nombre de la calle, General Roca.

Desde 2013, una calle de Puerto Deseado cambió su nombre a la calle General Roca por el de Osvaldo Bayer, por decisión unánime del Concejo Deliberante.
El 7 de abril de 2019, se inauguró el primer busto en tributo, homenaje y reconocimiento en la Biblioteca Popular José Ingenieros de la Ciudad de Buenos Aires. La obra escultórica fue realizada por Gerardo Damián Sánchez.
En Güer Aike, a la entrada de Río Gallegos, se erigió el 24 de marzo de 2023 un monumento a Bayer, que contaba con el texto "Bienvenidx, usted está ingresando a la tierra de la Patagonia Rebelde". Esta obra estuvo a cargo del escultor Miguel Gerónimo Villalba. El 25 de marzo de 2025 fue derribada por operarios de Vialidad Nacional, alegando supuestos problemas técnicos con su ubicación. Esto generó protestas y repudios de diversos sectores de la población, como los familiares de Bayer, asociaciones de defensa de los derechos humanos, políticos y periodistas, entre otros; ante lo que consideraron una acción simbólica más en la denominada "batalla cultural" que el gobierno de Javier Milei lleva desde el inicio de su mandato. La intendencia de Río Gallegos se comprometió a restituir el monumento.

## Publicaciones
- Severino Di Giovanni, el idealista de la violencia. Ensayo. Editorial Galerna, Buenos Aires (1970).
- La Patagonia rebelde (tomos I y II). Ensayo. Galerna, Buenos Aires (1972).
- La Patagonia rebelde (tomo III). Ensayo. Galerna, Buenos Aires (1974).
- Los anarquistas expropiadores y otros ensayos. Ensayo. Galerna, Buenos Aires (1975).
- La Patagonia rebelde (tomo IV). Ensayo. Berlín, Alemania (1975).
- Exilio. Ensayo. Con Juan Gelman. Legasa, Buenos Aires (1984).
- Fútbol argentino. Ensayo. Sudamericana, Buenos Aires (1990).
- Rebeldía y esperanza. Ensayo. Grupo Editorial Zeta, Buenos Aires (1993).
- Severino Di Giovanni, el idealista de la violencia (reedición). Ensayo. Planeta. Buenos Aires, (1998). ISBN 987-580-092-9.
- A contrapelo. Conversaciones con Osvaldo Bayer. Ulises Gorini. Editorial Desde la gente. Buenos Aires (1999).
- En camino al paraíso. Ensayo. Vergara, Buenos Aires (1999).
- Rainer y Minou. Novela. Planeta, Buenos Aires (2001).
- Obras completas, Página 12, Buenos Aires (2009).
- ¿Qué debemos hacer los anarquistas?. Ensayo. Quadrata. Buenos Aires (2014).